# 宇治進也
宇治 進也（うじ しんや、1960年 - ）は、日本の物理学者。専門は低温高磁場物性。理学博士。

## 来歴
1960年、東京都に生まれる。
1983年に筑波大学第一学群自然学類物理学科を卒業。1985年に同大学大学院物理学研究科修士課程を修了し、1988年に同大学院で理学博士号を取得した。
1988年に金属材料技術研究所の研究員、1993年に同研究所の主任研究員に着任した。1995年から1996年にはアメリカ国立強磁場研究所の客員研究員も務めた。
金属材料技術研究所が国立研究開発法人物質・材料研究機構に改称した2001年から2011年までサブグループリーダー、2012年から2017年まで同機構の超伝導物性ユニットのユニットリーダー、2017年から2020年まで同機構の機能性材料研究拠点の副拠点長を歴任した。
また、2010年から2020年にかけて筑波大学大学院数理物質科学研究科の教授を兼任した。
2020年に定年退職後、引き続き物質・材料研究機構に在籍し、国際ナノアーキテクトニクス研究拠点の特別研究員として働いている。

## 研究
低温高磁場物性を実験的アプローチから解明することを専門とし、研究対象とする物質は、無機物質から有機物質まで多岐に渡る。高磁場下でのシュブニコフ・ドハース振動や角度依存磁気抵抗振動を利用したフェルミ面の実験的観測、磁場誘起超伝導体λ-(BETS)2FeCl4の発見、有機超伝導体におけるFFLO相の探索などの研究で知られる。

## 受賞歴
- 1993年：日本金属学会奨励賞[5]
- 2004年：第8回超伝導科学技術賞 - 磁場誘起超伝導の発見[6]
- 2006年：日本金属学会功績賞[7]

## 著作
- 宇治進也『フェルミオロジー: 量子振動と角度依存磁気抵抗振動』筑波大学出版会、2020年。ISBN 9784904074589。
- 宇治進也 著、門脇和男 編『メゾスコピック系の磁束ダイナミクス』裳華房〈超伝導磁束状態の物理〉、2017年、259-267頁。ISBN 9784785329228。
- 宇治進也 著、鹿野田一司; 宇治進也 編『磁場誘起超伝導』朝倉書店〈分子性物質の物理 -物性物理の新潮流-〉、2015年、78-98頁。ISBN 9784254131192。